# Acentroscelus nigrianus
Acentroscelus nigrianus là một loài nhện trong họ Thomisidae.
Loài này thuộc chi Acentroscelus. Acentroscelus nigrianus được Cândido Firmino de Mello-Leitão miêu tả năm 1929.